# Stenostola dubia
Stenostola dubia (син. Stenostola tiliae) је инсект из реда тврдокрилаца (Coleoptera) и фамилије стрижибуба (Cerambycidae). Припада потфамилији Lamiinae.

## Распрострањење и станиште
Распрострањена је у скоро целој Европи и на Кавказу. У Србији је ретко налажена.

## Опис
Stenostola dubia је дугaчка 8—14 mm. Тело је црно, покривено финим белосивим длачицама. Покрилца су изузетно сјајна, металномодре боје са грубом пунктацијом. Ова врста се често меша са сродном врстом Stenostola ferrea. Међутим, ове две врсте се јасно разликују, најлакше на основу разлика у гениталном апарату мужјака, али и морфологији имага, развићу, ДНК маркерима и биономији.

## Биологија и развиће
Имага су активна у касно пролеће и рано лето, од маја до јула. Ларве се развијају у одумрлим или мртвим, али још увек влажним гранама лишћара (пре свега липе, леске, храста, јасена, ораха, јове, питомог кестена, врбе, тополе или бреста) или у гранама које леже на земљи, пречника 2-5 cm. Ларве ове врсте су у исхрани мање пробирљиве од сродне врсте, Stenostola ferrea, и толеришу већу влажност дрвета.ларве се улуткавају у пролеће, а развиће траје једну до две године. Имага се налазе на листовима и гранама биљке домаћина, ређе на цвећу, а хране се лишћем или такном кором стабла биљке домаћина.

## Галерија
- бочни изглед главе и пронотума
- изглед главе